# هاشم محمدوف
هاشم محمدوف (بالأذرية: Qaşım Maqomed oğlu Maqomedov) هو لاعب تايكواندو روسي وأذربيجاني، حصل على الميدالية الفضية في دورة الألعاب الأولمبية 2024. بطل أوروبا لعام 2023.

## سيرته ذاتية
وُلِد غاشيم مغوميدوف في 9 أغسطس 1999 في داغستان وهو من أصل آفار.
في نوفمبر 2012، فاز ضمن منتخب روسيا للشباب حيث كان قائد الفريق في البطولة الدولية من فئة "أ" في كرواتيا.
حتى عام 2015، حقق انتصارات في بطولات روسيا، ثم انتقل إلى أذربيجان.
يعد عضوًا في المنتخب الوطني الأذربيجاني في رياضة التايكواندو.
في بطولة أوروبا للتايكواندو للشباب لعام 2015، حصل على الميدالية البرونزية.
في نهاية نوفمبر 2016، فاز بالميدالية الفضية في بطولة العالم للناشئين في كندا مع منتخب أذربيجان، بعد أن خسر في النهائي أمام يون تشانغ-هو من كوريا الجنوبية.
في يناير 2017، أصبح بطل أذربيجان في التايكواندو في باكو.
في مايو 2017، فاز بالميدالية الفضية في دورة الألعاب التضامن الإسلامي الرابعة.
في 9 أغسطس 2022، حصل على الميدالية البرونزية في دورة الألعاب التضامن الإسلامي الخامسة في قونية (تركيا).
في فبراير 2023، فاز بالميدالية الذهبية في كأس رئيس تركيا في التايكواندو (إسطنبول).
في مارس 2023، فاز بالميدالية الذهبية في بطولة هولندا المفتوحة (إيندهوفن).
في يونيو 2023، حصل على الميدالية البرونزية في الألعاب الأوروبية الثالثة التي أقيمت في كراكوف (بولندا).
في أغسطس 2023، فاز بالميدالية الذهبية في بطولة أوروبا للتايكواندو لعام 2023 (تالين، إستونيا).
في أكتوبر 2023، فاز بالميدالية البرونزية في البطولة المفتوحة في قطر (الدوحة).
في نوفمبر 2023، فاز بالميدالية الذهبية في بطولة "كأس البلقان" (سراييفو، البوسنة والهرسك) في فئة الوزن حتى 63 كغم.
في ديسمبر 2023، فاز بالميدالية الذهبية في بطولة سلسلة الجائزة الكبرى للتايكواندو في فئة الوزن الأولمبي في مدينة ووشي (الصين). هذا الفوز منحه تأشيرة المشاركة في دورة الألعاب الأولمبية الصيفية 2024.
في أبريل 2024، حصل على الميدالية البرونزية في بطولة أوروبا في بلغراد.
بموجب مرسوم من رئيس جمهورية أذربيجان، إلهام علييف، في 13 أغسطس 2024، تم تكريم غاشم مغوميدوف بوسام "خدمة الوطن من الدرجة الثانية" تقديرًا لإنجازاته في دورة الألعاب الأولمبية الـ 33 في باريس ولإسهاماته في تطوير الرياضة الأذربيجانية.